# Російський пропагандист
Російський (кремлівський) пропагандист — це людина, яка поширює вигідну для Кремля (Президента й уряду РФ) пропаганду (див. Російська пропаганда) й впливає на суспільно-політичні погляди населення РФ та громадян інших країн. Окрім навмисного спотворення й маніпуляції інформацією, нерідко пропагандисти створюють та поширюють, в тому числі на федеральних каналах ЗМІ РФ на кшталт Росія-1, Звєзда, Росія-24, RT тощо, так звані вкидиабо фейки, — вигадана інформація, які має вплинути та/або зашкодити певним запланованим подіям, фінансовим проєктам, політикам, збройним силам, державамтощо. Таким чином, пропагандисти, впливаючи через ЗМІ й соцмережі на суспільно-політичне життя росіян та громадян інших країн, формують наративи, які в свою чергу відгукуються на настроях, переконаннях та діях широких мас в різних куточках світу. Також у інформаційно-психологічних операціях(ІПСО) бере участь 5 управління ФСБ РФ, РПЦ та УПЦ МП.
Російські пропагандисти займають різні класово-соціяльні верстви. На вищих щаблях цієї структури правляча політична еліта РФ, яка створює й поширює вигідну Кремлю пропаганду за власними переконаннями. Високопоставлені чиновники й ідеологи так званих «СВО», «руского міра», «Новоросії», «рашизму», «путінізму» це — В.Путін, А.Дугін, В.Сурков, В.Мединський, К.Гундяєв
Середній клас — наймані працівники, які фінансуються владою РФ та поширюють замовну кремлівську пропаганду. Найвідоміші: М.Симоньян, А.Соловйов, О.Скабєєва, Д.Кисельов, Є.Попов, Т.Кеосаян тощо.
Найнижчий клас — це кремлівські регіональні ЗМІ, куплені недоброчесні журналісти та проплачені блогери в соцмережах. Також Кремль вкладає кошти в сучасні методи цензурування інформації на просторах інтернету, особливо на території РФ.
Західні та/або авторитетні ЗМІ, які висвітлюють неугодну для Кремля інформацію, відсутні на топ-сторінці в російському пошуковому браузері Яндекс або взагалі блокуються в РФ. Непідконтрольні Кремлю ЗМІ маркуються як « іноаґенти» та всіляко очорняються кремлівськими пропагандистами.
В XXI столітті, після збройно-гібридної агресії РФ проти України в 2014р., а надто після Повномасштабного вторгнення 2022, вістря кремлівської пропаганди направлене на державу Україна та країни цивілізованого світу, які засудили війну РФ проти України й допомагають українцям.